# Traktat z Korfu
Traktat z Korfu, traktat akcesyjny 1994 – umowa zawarta 24 czerwca 1994 roku w greckim Korfu pomiędzy Austrią, Finlandią, Szwecją oraz Norwegią a ówczesnymi państwami członkowskimi Unii Europejskiej dotycząca warunków ich członkostwa. Traktat wszedł w życie 1 stycznia 1995 roku.
Norwegia, będąca jednym z sygnatariuszy traktatu, po referendum przeprowadzonym w dniu 28 listopada 1994 ostatecznie wycofała się z akcesji.